# Marcin Mrówczyński
Marcin Mrówczyński (ur. 28 grudnia 1992 r. w Toruniu) – polski futsalista, zawodnik z pola, reprezentant Polski, obecnie zawodnik Futsalu Świecie. W 2018 i 2019 roku z FC Toruń zajmował trzecie miejsce w ekstraklasie. W 2018 roku w meczu z Anglikami zadebiutował w reprezentacji Polski. Wcześniej występował jako piłkarz na pozycji pomocnika w klubach Elana Toruń, Promień Kowalewo Pomorskie, Orlęta Aleksandrów Kujawski oraz Lech Rypin.